# 吉林省图书馆
吉林省图书馆，简称吉图，位于中华人民共和国吉林省长春市人民大街10055号，是吉林省的省级图书馆，为国家一级图书馆。

## 历史
吉林省图书馆成立于清宣统元年（1909年），馆舍设在当时的吉林省府所在地吉林市。1954年迁至长春市，选址在新民大街1162号，于1958年建成并试运行，1960年正式开馆。2008年9月，决定移址于人民大街10055号建设新馆，2013年底新馆建成，2014年9月28日正式开放投入试运行。2018年5月，原文化部将吉林省图书馆定级为一级公共图书馆.

## 规模

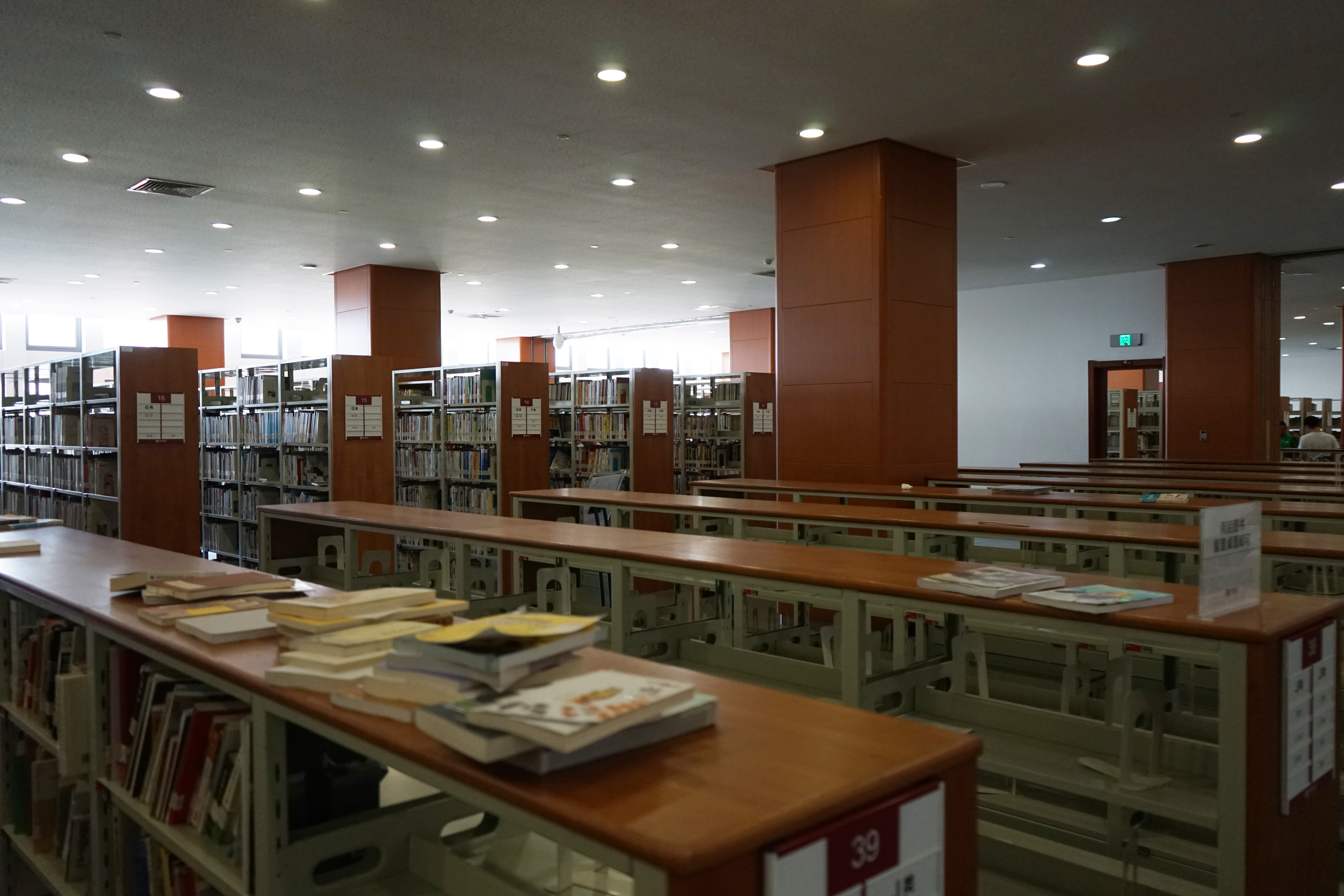
吉林省图书馆二楼 中文社会科学图书借阅室（1）

吉林省图书馆新馆建筑面积53713平方米、总占地面积4.47万平方米，地下一层，地上五层，设计使用年限100年。藏书规模为500万册、阅览座位3000个、网络结点4000个、日均接待读者能力6000人次。
总建筑面积53713平方米、总占地面积4.47万平方米，地下一层，地上五层。藏书500万册、座位3000个、网络结点4000个、日均接待读者能力6000人次。有馆藏文献350余万册等，其中古籍线装书43万册，民国书刊12万册，伪满资料5万册。 中文合订本期刊1万余种，13.5万余册；外文期刊约6000余种；中文报纸约500余种。提供开架内阅的港、澳、台报刊及可供读者调卷内阅的文献包括古籍善本图书36万册；建国前报刊4万余册；旧日文图书7万余册。
吉林省图书馆隶属于吉林省文化厅，员工198名。吉林省图书馆是吉林省唯一的省级综合性图书馆，是吉林省数字图书馆建设和文献资源建设中心。具有文献收藏书刊借阅及科技信息与参考查询等服务，是吉林省图书馆间协作、协调和业务的交流中心。

## 机构设置
吉林省图书馆设有15个业务行政部门：
- 办公室
- 采编部
- 借阅部
- 报刊部
- 信息咨询部
- 网络技术与数字资源建设部
- 历史文献部
- 社会教育培训部
- 学会（联盟）工作部
- 《图书馆学研究》编辑部
- 财务部
- 安保部
- 物业后勤资产管理中心
- 人力资源部
- 少儿馆

## 其他圖像

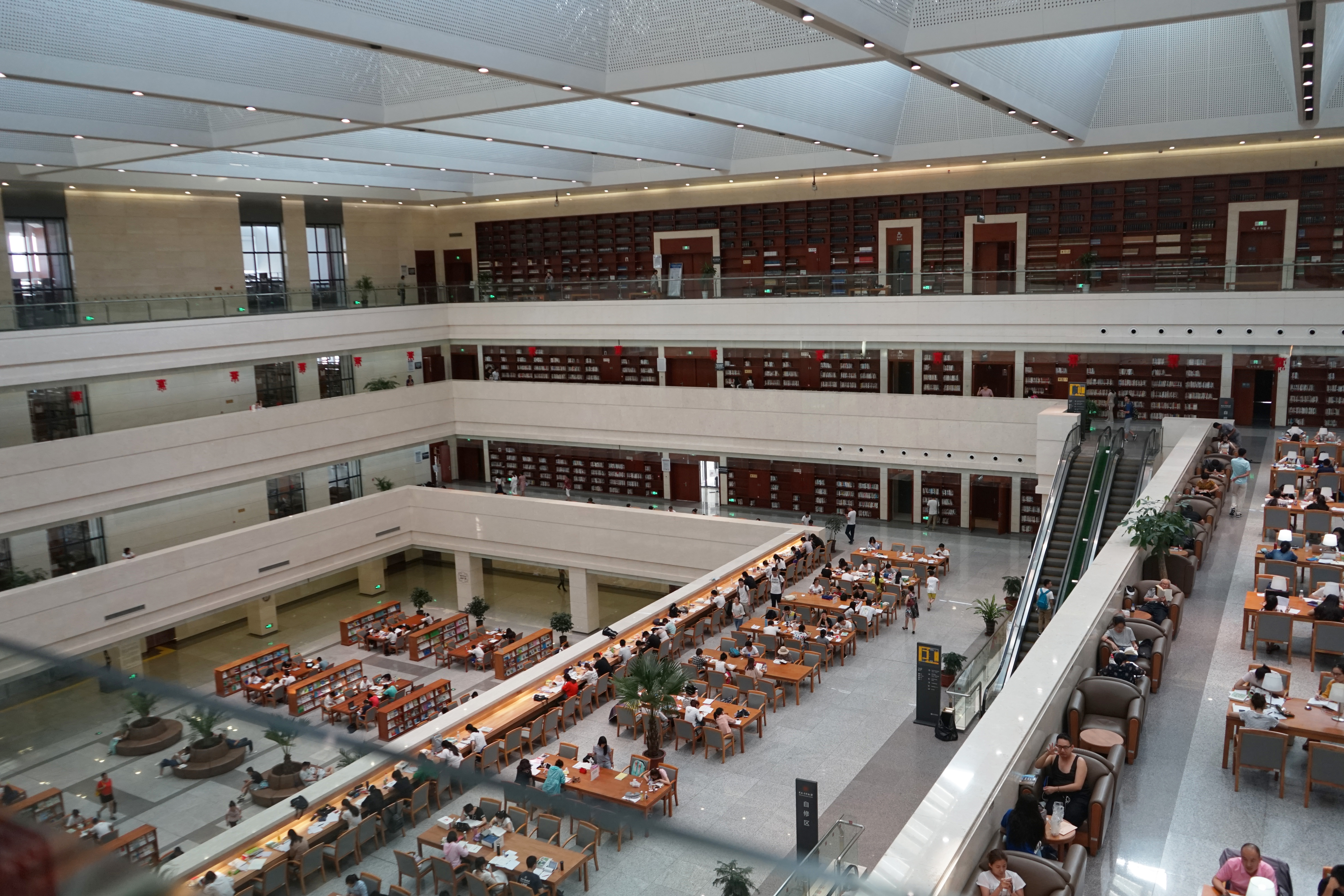
吉林省图书馆三层